# Fliegermarsch
Fliegermarsch (Marsz Lotników) – popularny (a zarazem tradycyjny) marsz niemieckiej Bundeswehry.

## Historia
Kompozytorem Marsza Lotników był Austriak Hermann Dostal, który napisał go w 1912 roku (nosił wtedy tytuł Kerzengrad steig ich zum Himmel) jako fragment śpiewu baloniarzy w swej całkowicie zapomnianej operetce Der fliegende Rittmeister. Tak więc w zamyśle marsz nie był przeznaczony do wykonywania przez orkiestry dęte, choć Dostal dostosował go do tej roli na potrzeby korpusu lotniczego Austro-Węgier.
Jednak dopiero opracowanie wersji dla orkiestr wojskowych sprawiło, że stał się on jednym z najbardziej znanych marszów w obszarach niemieckojęzycznych. Obecnie Marsz Lotników jest tradycyjnym marszem sztabu Dowództwa Sił Powietrznych oraz 62. Dywizjonu Lotnictwa Transportowego oraz „rodzimym hymnem” całych federalnych sił powietrznych. Wraz z marszem Alte Kameraden oraz Preußens Gloria zalicza się do najczęściej wykonywanych podczas uroczystości cywilnych utworów z repertuaru orkiestr wojskowych. Muzycy rozrywkowi, jak James Last czy André Rieu opracowali nawet własny styl gry Marsza Lotników.

## Tekst
Kerzengrad steig ich zum Himmel, flieg´ ich zur Sonn´ direkt.
Unter mir auf das Gewimmel, da pfeif’ ich mit Respekt.
Wenn wir dann so oben schweben, mein Freund das ist ein Leben!
Da fühl ich mich wie ein junger Gott, Kreuz Himmeldonnerwetter sapperlot!
In der Luft gibt´s keine Räuber, kein Bezirksgericht,
und auch keine alten Weiber sieht man oben nicht.
Da oben gibt´s kein Hundefutter und keine Schwiegermutter.
In der Luft gibt´s keine Steuer, keine Kaution,
auch der Zins ist nicht so teuer, oben im Ballon.
Und kommt der Schneider mit der Rechnung
Fliegt man bitte ganz gemütlich ihm davon.
Freunderl, drum sei nicht dumm, drum drum drum, sei nicht dumm:
Komm und sei mein Passagier, fliege, fliege, flieg mit mir!
Droben, wo die Sterne stehn, wollen wir spazieren geh´n.
Schmeiß hin all Dein Gut und Geld, einen Fußtritt dieser Welt!
In der Luft, in der Luft fliegt der Paprika,
auf zum Himmel, Himmel, Himmel, Hipp Hurra!